# 斯凱爾頓灣
78°54′S 162°15′E / 78.900°S 162.250°E
斯凱爾頓灣（英語：Skelton Inlet），是南極洲的海灣，位於伊利沙伯女皇地，處於伯克納島東面，以美國氣象學家和海洋學家命名，現時由南極條約體系管理。